# Anthostomella clypeata
Anthostomella clypeata är en svampart som först beskrevs av De Not., och fick sitt nu gällande namn av Pier Andrea Saccardo 1882. Anthostomella clypeata ingår i släktet Anthostomella och familjen kolkärnsvampar.   Inga underarter finns listade i Catalogue of Life.